# 権現崎駅
権現崎駅（ごんげんざきえき）は、かつて愛知県碧南市玉津浦町にあった衣浦臨海鉄道碧南線の貨物駅である。1990年（平成2年）から貨物列車の発着はなくなり、2006年（平成18年）に正式に廃止された。

## 歴史
- 1977年（昭和52年）5月25日 - 開業。
- 2006年（平成18年）4月1日 - 廃止。

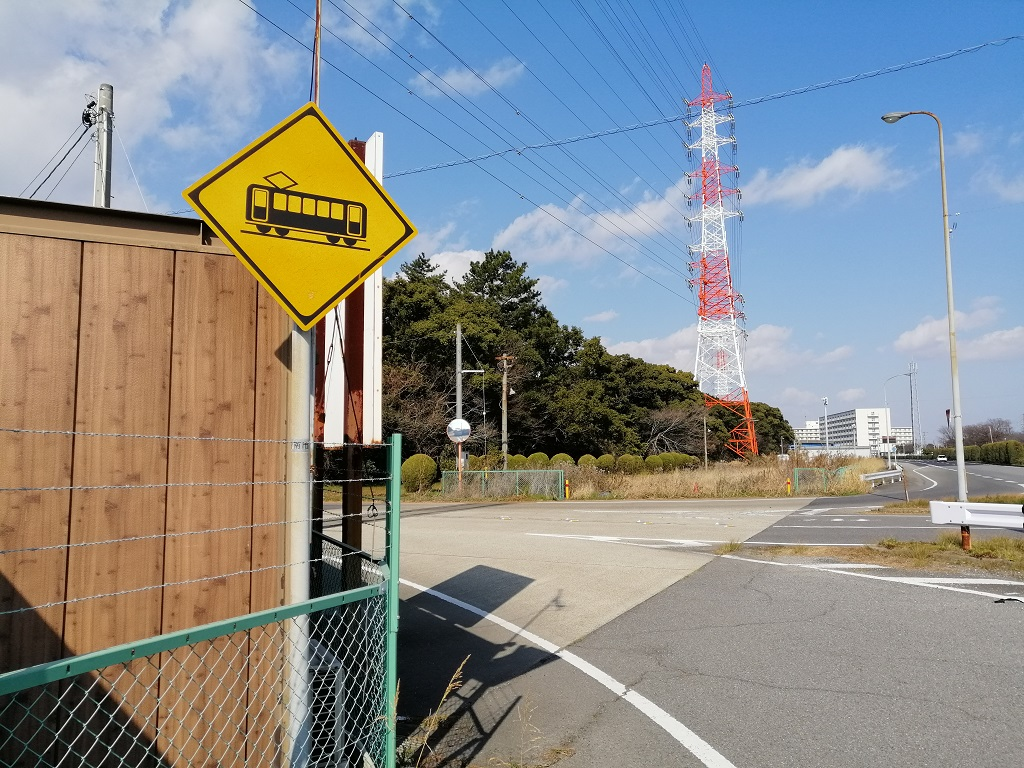
権現崎駅 跡地付近（2020年）

## 駅構造
地上駅。着発線と機回し線および日本コーンスターチ衣浦事業所に続く専用線があった。専用線は、コーンスターチなどの輸送に使用されていた。
2007年（平成19年）1月現在、本線の専用線と分岐点付近のみ路線が残っている。

## 駅周辺
- トヨタ自動車 衣浦工場
- 大和産業 ライスセンター工場
- 日本コーンスターチ 衣浦事業所
- 伊藤忠製糖 本社工場

## 隣の駅
衣浦臨海鉄道
碧南線
碧南市駅 - 権現崎駅